# Oberwil (gemeente)
Oberwil is een gemeente en plaats in het Zwitserse kanton Basel-Landschaft, en maakt deel uit van het district Arlesheim.
Oberwil telt 11.104 inwoners (2020).